# Tati Maldonado
Francisco José Maldonado dit Tati Maldonado, est un joueur de football espagnol, né le 2 juin 1981 à San Fernando (Cadix). Il mesure 1,75 m pour 76 kg et son poste de prédilection est attaquant.
Francisco José Maldonado a été formé au Betis Séville mais il n'a jamais réellement réussi à gagner ses galons de titulaire.
En 2008 il signe un contrat de trois ans au Real Sporting de Gijón après plusieurs prêts en 2e division espagnole.
En août 2010, il s'engage au FC Cartagena.